# 데이비드 카프
데이비드 카프(영어: David Karp, 1986년 7월 6일 ~ )는 미국의 웹 개발자이자 사업가다. 텀블러(Tumblr)의 창업자이자 CEO로 알려져있다. 포브스에 의하면, 데이비드 카프의 순자산은 2억 달러가 넘으며, 그의 회사 텀블러는 8억 달러의 가치가 있다고 한다.